# تداخل دوائي

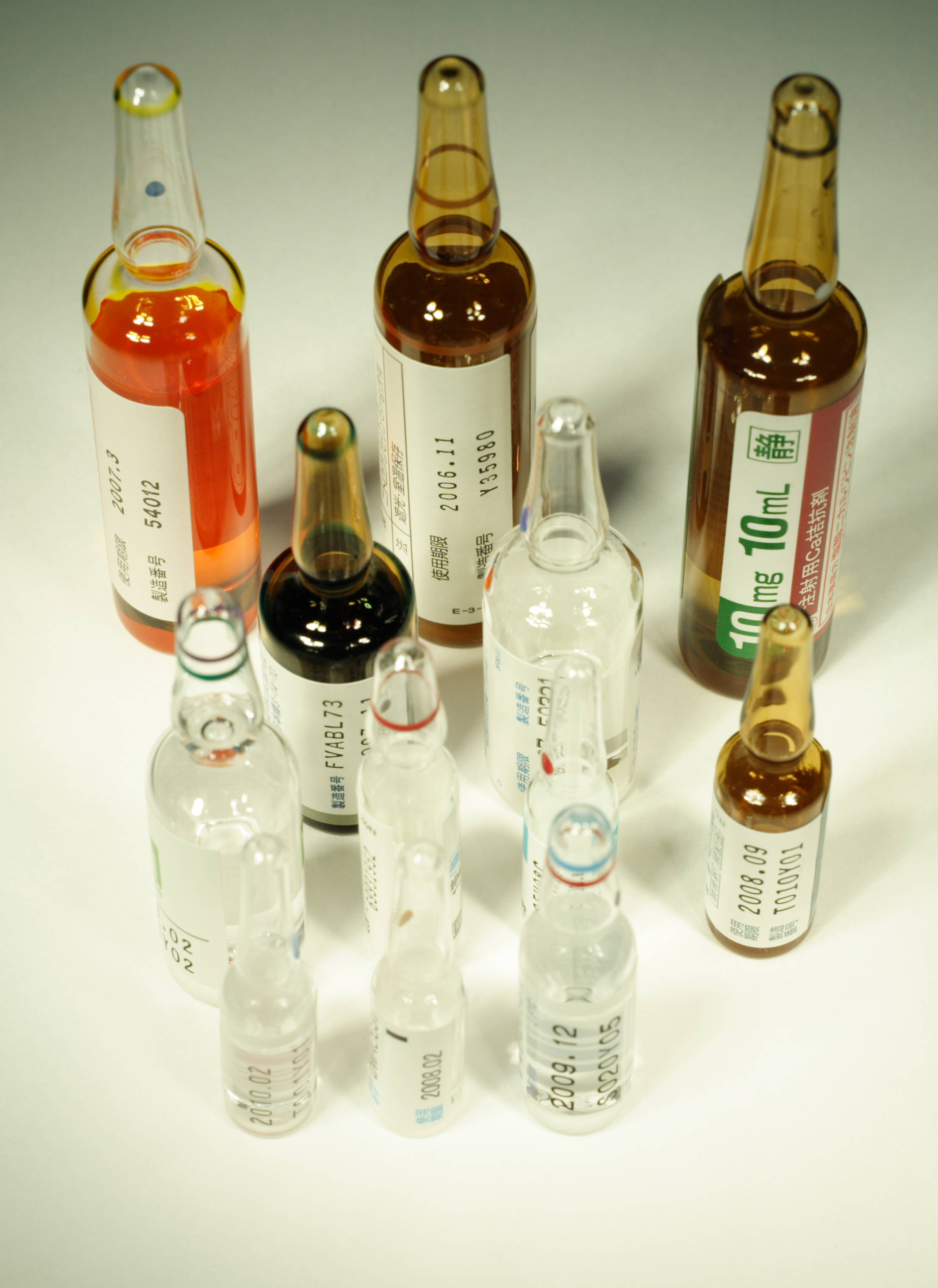

التداخل الدوائي هو حالة تحدث عندما تؤثر مادة ما (غالباً ما تكون دواء آخر) على فعالية للدواء ما عندما يتم إدخال الدوائين معاً إلى الجسم. هذا الفعل من الممكن أن يكون متآزر(عندما يزداد تأثير الدواء) أو يكون مُناهض/ مُتعاكس (عندما يتناقص تأثير الدواء) أو تأثير جديد لا يمكن أن يسببه أي من الدوائين بمفرده. بشكل عام أول شيء يخطر على بالنا عندما نسمع كلمة تداخل دوائي (تداخل دواء مع دواء). مع ذلك التداخل من الممكن أن يحصل مع الطعام، أو مع النباتات الطبية أو الأعشاب. الأشخاص الذين يتناولون مضادات الاكتئاب (مثبطات الـ MAO) -أي مؤكسد الأمينات الأحادية - يجب ألّا يتناولوا الطعام الحاوي على التيرامين لأنه يسبب نوبة فرط الضغط.
لذلك نستطيع أن ندرك أهمية دراسة التدخلات الدوائية في مهنة الطب. مثلاً لو كان مريض ما يأخذ دوائين وأحدهما يؤدي إلى زيادة تأثير الآخر، من الممكن أن يحصل المريض على جرعة زائدة. هذا التداخل أيضاً من الممكن أن يزيد من التأثيرات الجانبية لأحد الدوائين. و من جهة أخرى، إذا تناقص عمل الدواء فإنه سيؤدي إلى إيقاف التأثير العلاجي بسبب أن جرعة الدواء أصبحت تحت المعدل المطلوب.على الرغم مما ذكر سابقاً, فإننا أحياناً نُفضل وجود تداخلات دوائية للحصول على تأثير علاجي أفضل. على سبيل المثال فإن استخدام الكودين مع الباراسيتامول يزيد من تسكين الألم. أو جمع حمض الكلافولانيك مع الأموكسيسيلين يزيد من فرص التغلب على مقاومة البكتيريا للمضاد الحيوي.

## التداخلات العشبية الدوائية
التداخلات العشبية الدوائية هي تداخلات دوائية تحدث بين دواء عشبي ودواء تقليدي. قد تشيع هذه الأنواع من التداخلات من تداخلات دواء مع دواء آخر؛ لأن الأدوية العشبية غالبًا ما تحتوي على عدة مكونات فعالة دوائيًا، أما الأدوية التقليدية فتحتوي على مكوّن واحد فقط. تكون بعض هذه التداخلات مهمة سريريًا، بالرغم من أن معظم العلاجات العشبية ليست مرتبطة بتداخلات دوائية تسبب عواقب خطيرة. تكون معظم التداخلات العشبية الدوائية متوسطة الشدة. أشيع الأدوية التقليدية التي تحدث معها تداخلات عشبية دوائية هي الوارفارين، والإنسولين، والأسبرين، والديجوكسين، والتيكلوبيدين نظرًا إلى ضيق مؤشراتها العلاجية. أشيع الأعشاب المتورطة بإحداث تداخلات مماثلة هي تلك التي تحتوي على نبتة القديس يوحنا، أو المغنزيوم، أو الكالسيوم، أو الحديد، أو الجنكة.

### أمثلة
تؤثر نبتة القديس يوحنا على تصفية أدوية عديدة تتضمن: السيكلوسبورين ومضادات الاكتئاب من فئة مثبطات استرداد السيروتونين الانتقائية والديجوكسين والإيدينافير والفينوبركومون. قد تسبب تداخلات مع الأدوية المضادة للسرطان مثل إيماتينيب وإرينوتيكان.
- قد تعزز نبتة سالفيا ميلتوريهيزا منع تخثر الدم وحدوث النزف لدى الأشخاص الذي يأخذون الوارفارين.[6]
- وُجِد أن الثوم ينقص التركيز البلازمي للساكوينافير، وقد يسبب حدوث نقص في سكر الدم عندما يؤخذ مع الكلوربرومايد.[2]
- قد تسبب نبتة الجنكة نزفًا عندما تؤخذ مع الوارفارين أو الأسبرين.[2]
- تبيّن أن الإيفيدرا والكافيين تسبب وفيات في حالات نادرة. [7]

### الآليات
ما تزال الآليات الكامنة وراء حدوث معظم التداخلات العشبية الدوائية غير مفهومة بشكل كامل. تتضمن التداخلات الحاصلة بين الأدوية العشبية والأدوية المضادة للسرطان إنزيمات تستقلب السيتوكروم بي 450. على سبيل المثال، تبيّن أن نبتة القديس يوحنا تحرّض أنزيم السيتوكركوم 3 أي 4  والبروتين السكري بي في المختبر وفي الكائنات الحية.

## العوامل الأساسية
تمكن الاستفادة من التداخلات الدوائية الإيجابية. على كل حال، عادة ما يكون الاهتمام أكبر بالتداخلات الدوائية السلبية بسبب أهميتها المرضيّة، وبسبب أنها غالبًا ما تكون غير متوقعة، وقد تحدث حتى دون أن تُشخَّص. ينبغي لدراسة الظروف التي يُرجَّح فيها ظهور التداخلات أن تعطينا القدرة على منع حدوثها أو على الأقل تشخيصها في الوقت المناسب. تشمل العوامل أو الظروف التي تؤهّب لظهور التداخلات هي:
- العمر المتقدم: قد تؤثر العوامل المتعلقة بتغيرات الوظائف البشرية مع تقدم العمر على التداخلات الدوائية. على سبيل المثال، مع تقدم العمر ينخفض كل من الاستقلاب الكبدي، والوظيفة الكلوية، والنقل العصبي، ووظيفة نقي العظم. بالإضافة إلى ذلك، مع تقدم العمر يحدث تدهور حسي يزيد احتمال حدوث الأخطاء المتعلقة بتناول الأدوية.[9]
- تعديد الأدوية: استخدام مريض واحد لعدة أدوية لمعالجة مرض واحد أو أكثر. كلما تناول المريض عددًا أكبر من الأدوية زاد احتمال التفاعل بين بعض هذه الأدوية.[10]
- العوامل الوراثية: تُصنِّع المورثات الأنزيمات التي تستقلب الأدوية. يوجد لدى بعض الأعراق تنوعات في الأنماط الوراثية قد تؤدي إلى زيادة فعالية هذه الإنزيمات أو نقصها. تكون عقبات ذلك عادة زيادة التأهب لحدوث التداخلات، أي زيادة التأهب لحدوث التأثيرات الضارة. يُشاهَد ذلك في تنوعات الأنماط الوراثية المتعلقة بالنظائر الإنزيمية للسيتوكروم بي 450.
- الأمراض الكبدية أو الكلوية: قد تتبدل التراكيز الدموية للأدوية التي تُستقلَب في الكبد و/ أو تزال عن طريق الكليتين إذا لم يقم أي من هذين العضوين بوظائفه بصورة صحيحة. إذا كان هذا هو السبب فسيلاحظ حدوث ارتفاع في التركيز الدموي للأدوية. [10]
- الأمراض الخطيرة التي قد تسوء إذا خُفِّضت جرعة الدواء.

- العوامل المتعلقة بالدواء:[11]
  - مؤشر علاجي ضيق: إذ يكون الفرق بين الجرعة العلاجية والجرعة السمية قليلًا. دواء الديجوكسين هو أحد الأمثلة على هذا النوع من الأدوية.
  - منحنى جرعة-استجابة منحدر: يؤدي حدوث تغيرات صغيرة في جرعة الدواء إلى حدوث تغيرات كبيرة في تركيز الدواء في بلازما دم المريض.
  - استقلاب كبدي مُشبّع: بالإضافة إلى تأثيرات الجرعة، فإن سعة الاستقلابية للدواء في الكبد تنقص كثيرًا.

## الوبائيات
يأخذ 4% من البالغين بعمر أكبر من 40 سنة في الولايات المتحدة أدوية أو مكملات تعرضهم لخطر حدوث تداخل دوائي مهم. زادت التداخلات المحتملة بين دواء وآخر مع مرور الوقت، وهي أكثر شيوعًا لدى المسنين قليلي مستوى التعليم حتى بعد تحييد عوامل العمر والجنس ومكان السكن والأمراض المرافقة.